# Пионерский сельсовет (Курганская область)
Пионе́рский сельсовет — упразднённые административно-территориальная единица и муниципальное образование со статусом сельского поселения в составе Макушинского района Курганской области России в связи с преобразованием района в Макушинский муниципальный округ.  
Административный центр — село Пионерское.

## История
В соответствии с Законом Курганской области от 6 июля 2004 года № 419 сельсовет наделён статусом сельского поселения.

## Население
| 1989 | 2002  | 2010 | 2012 | 2013 | 2014 | 2015 |
| ---- | ----- | ---- | ---- | ---- | ---- | ---- |
| 1149 | ↗1262 | ↘906 | ↘856 | ↘850 | ↘829 | ↘817 |
| 2016 | 2017  | 2018 | 2019 | 2020 |      |      |
| ↘800 | ↗806  | ↘790 | ↘770 | ↘761 |      |      |

## Состав сельского поселения
| № | Населённый пункт | Тип населённого пункта       | Население |
| - | ---------------- | ---------------------------- | --------- |
| 1 | Новая Роща       | посёлок                      | ↘78       |
| 2 | Пионерское       | село, административный центр | ↘766      |
| 3 | Суслово          | деревня                      | ↘62       |